# Renta mínima de inserción (España)
La renta mínima de inserción en España es una prestación asistencial o no contributiva del Sistema de Garantía de Mínimos del Estado que constituye un mecanismo de protección solidario hacia los sectores más vulnerables de la población. Es una de las principales ayudas económicas públicas dirigidas a combatir la exclusión social.
Su misión es asegurar un mínimo de ingresos económicos para cubrir las necesidades más básicas de una persona así como proporcionar ayuda para su inserción social y laboral.
Es gestionada por las comunidades autónomas, pudiendo haber diferencias de plazo y cuantía entre ellas. También recibe distintos nombres según la comunidad que se trate (RMI, PCI, renta garantizada de ciudadanía, renta básica, ingreso mínimo de solidaridad, etc.). El estado español también ha creado su propio subsidio de carácter nacional en el 2020 al que ha llamado ingreso mínimo vital y que es compatible con la renta mínima de inserción de las autonomías.
Son requisitos mínimos para obtener esta ayuda los siguientes:
- Carecer de recursos económicos.
- Estar en el intervalo comprendido entre la edades máxima y mínima que fije cada comunidad autónoma, normalmente entre los 25 y los 65 años.
- Ser residente y estar empadronado durante un periodo mínimo en un municipio de la comunidad autónoma.
- Aceptar las medidas de inserción laboral, formación y orientación establecidas para esa persona.

La siguiente tabla muestra su nombre, cuantía y duración en cada una de las comunidades y ciudades autónomas.
| Comunidad autónoma   | Nombre                                 | Cuantía   | Duración                               |
| -------------------- | -------------------------------------- | --------- | -------------------------------------- |
| Andalucía            | Renta mínima de inserción social       | 420 €     | 12 meses                               |
| Aragón               | Ingreso aragonés de inserción          | 441 €     | 12 meses                               |
| Asturias             | Salario social básico                  | 442 €     | Sin límite                             |
| Baleares             | Renta mínima de inserción              | 426 €     | 12 meses                               |
| Canarias             | Prestación canaria de inserción        | 472 €     | 12 meses ampliable hasta 24            |
| Cantabria            | Renta social básica                    | 426 €     | 12 meses con posibilidad de renovación |
| Castilla-La Mancha   | Ingreso mínimo de solidaridad          | 420 €     | 6 meses prorrogables hasta 24          |
| Castilla y León      | Renta garantizada de ciudadanía        | 426 €     | Sin límite                             |
| Cataluña             | Renta garantizada de ciudadanía        | 423 €     | 12 meses prorrogables hasta 60         |
| Ceuta                | Ingreso mínimo de inserción social     | Variable  | 12 meses prorrogables                  |
| Comunidad Valenciana | Renta valenciana de inclusión          | 338 €     | 36 meses                               |
| Extremadura          | Renta básica extremeña                 | 426 €     | 6 meses prorrogables sin límite        |
| Galicia              | Renta de integración social de Galicia | 399 €     | 12 meses                               |
| Comunidad de Madrid  | Renta mínima de inserción              | 375 €     | Sin límite                             |
| Región de Murcia     | Renta básica de inserción              | 300 €     | 12 meses                               |
| Melilla              | Ingreso melillense de integración      | 420-707 € | 12 meses prorrogables hasta 24         |
| Navarra              | Renta garantizada                      | 548 €     | 6 meses hasta 30                       |
| País Vasco           | Renta de garantía de ingresos          | 665 €     | 24 meses                               |
| La Rioja             | Renta de ciudadanía de La Rioja        | 430 €     | Sin límite                             |